# Grand Prix Formule 1 van China 2005
De Grand Prix Formule 1 van China 2005 werd gehouden op 16 oktober 2005 op het Shanghai International Circuit in Shanghai.

## Uitslag
| Positie | Nummer | Rijder               | Team                | Ronden | Tijd/Opgave     | Startplaats | Punten |
| ------- | ------ | -------------------- | ------------------- | ------ | --------------- | ----------- | ------ |
| 1       | 5      | Fernando Alonso      | Renault             | 56     | 1:39:53.618     | 1           | 10     |
| 2       | 9      | Kimi Räikkönen       | McLaren - Mercedes  | 56     | +4.000          | 3           | 8      |
| 3       | 17     | Ralf Schumacher      | Toyota              | 56     | +25.300         | 9           | 6      |
| 4       | 6      | Giancarlo Fisichella | Renault             | 56     | +26.100         | 2           | 5      |
| 5       | 15     | Christian Klien      | Red Bull - Cosworth | 56     | +31.800         | 14          | 4      |
| 6       | 12     | Felipe Massa         | Sauber - Petronas   | 56     | +36.400         | 11          | 3      |
| 7       | 7      | Mark Webber          | Williams-BMW        | 56     | +36.800         | 10          | 2      |
| 8       | 3      | Jenson Button        | BAR-Honda           | 56     | +41.200         | 4           | 1      |
| 9       | 14     | David Coulthard      | Red Bull - Cosworth | 56     | +44.200         | 7           |        |
| 10      | 11     | Jacques Villeneuve   | Sauber - Petronas   | 56     | +59.900         | 16          |        |
| 11      | 18     | Tiago Monteiro       | Jordan-Toyota       | 56     | +1:24.600       | 19          |        |
| 12      | 2      | Rubens Barrichello   | Scuderia Ferrari    | 56     | +1:32.800       | 8           |        |
| 13      | 8      | Antônio Pizzonia     | Williams-BMW        | 55     | Lekke band      | 13          |        |
| 14      | 20     | Robert Doornbos      | Minardi - Cosworth  | 55     | Benzine         | 20          |        |
| 15      | 16     | Jarno Trulli         | Toyota              | 55     | +1 Ronde        | 12          |        |
| 16      | 21     | Christijan Albers    | Minardi - Cosworth  | 50     | Wiel            | 18          |        |
| Ret     | 4      | Takuma Sato          | BAR-Honda           | 34     | Versnellingsbak | 17          |        |
| Ret     | 19     | Narain Karthikeyan   | Jordan-Toyota       | 28     | Ongeluk         | 15          |        |
| Ret     | 10     | Juan Pablo Montoya   | McLaren - Mercedes  | 24     | Motor           | 5           |        |
| Ret     | 1      | Michael Schumacher   | Scuderia Ferrari    | 20     | Gespind         | 6           |        |

## Wetenswaardigheden
- Laatste race: Antônio Pizzonia, Minardi, BAR-Honda en Jordan. Minardi werd opgekocht door Red Bull Racing en veranderde haar naam in Scuderia Toro Rosso, BAR werd Honda, Jordan werd Midland en Sauber werd voor 3 jaar overgenomen door BMW Sauber
- Laatste race voor team: Felipe Massa voor Sauber, Rubens Barrichello voor Ferrari en Robert Doornbos voor Minardi. Massa vertrok naar Ferrari, Barrichello naar Honda en Doornbos werd testrijder bij Red Bull.
- Beste finish: Christian Klien.
- Rondeleiders: Fernando Alonso 56 (1-56). Hiermee is het het seizoen met het meeste aantal Grands Prix dat door 1 man werd geleid. Alonso leidde deze en de Franse GP, Juan Pablo Montoya leidde de Italiaanse race helemaal en Kimi Räikkönen lag iedere ronde aan kop in Spanje, Monaco en Turkije.
- Christijan Albers en Michael Schumacher crashten op weg naar de startopstelling met elkaar en namen beiden in hun reserve-auto deel aan de race. Ze moesten wel uit de pitstraat starten.
- Ook Narain Karthikeyan startte vanuit de pits.
- De safety car kwam tweemaal op de baan.
- Giancarlo Fisichella kreeg een drive-through penalty tijdens de tweede safety car-periode omdat hij in die periode zijn pitstop maakte.
- Na deze race heeft elke coureur, behalve Robert Doornbos, Anthony Davidson en Ricardo Zonta punten gescoord. Wel alle teams hebben punten gescoord, net zoals in 2004.
- Nadat Alonso deze race heeft gewonnen, zong hij "We Are the Champions" over de teamradio.
- Kimi Räikkönen zette zijn tiende snelste ronde van het seizoen, waarmee hij het record evenaarde van Michael Schumacher, gezet in 2004.

## Standen na de Grand Prix

### Coureurs
| Positie | Nummer | Rijder               | Team             | Punten |
| ------- | ------ | -------------------- | ---------------- | ------ |
| 1       | 5      | Fernando Alonso      | Renault          | 133    |
| 2       | 9      | Kimi Räikkönen       | McLaren          | 112    |
| 3       | 1      | Michael Schumacher   | Scuderia Ferrari | 62     |
| 4       | 10     | Juan Pablo Montoya   | McLaren          | 60     |
| 5       | 6      | Giancarlo Fisichella | Renault          | 58     |

### Constructeurs
| Positie | Nummers | Team             | Rijders                               | Punten |
| ------- | ------- | ---------------- | ------------------------------------- | ------ |
| 1       | 5 6     | Renault          | Fernando Alonso Giancarlo Fisichella  | 191    |
| 2       | 9 10    | McLaren          | Kimi Räikkönen Juan Pablo Montoya     | 184    |
| 3       | 1 2     | Scuderia Ferrari | Michael Schumacher Rubens Barrichello | 100    |
| 4       | 16 17   | Toyota           | Jarno Trulli Ralf Schumacher          | 90     |
| 5       | 7 8     | Williams         | Mark Webber Antônio Pizzonia          | 66     |

## Statistieken
| Snelste ronde | Kimi Räikkönen | McLaren - Mercedes | 1:33.242 |

## Noot
- Dit was de honderdste Grand Prix-start voor Jenson Button. Hiermee was Button de 54ste coureur die minstens 100 Grands Prix had gereden.
- Eerste wereldtitel voor Fernando Alonso en voor een Spaanse coureur. Alonso was de 28ste coureur die wereldkampioen was geworden.

2004 · 2005 · 2006 · 2007 · 2008 · 2009 · 2010 · 2011 · 2012 · 2013 · 2014 · 2015 · 2016 · 2017 · 2018 · 2019 · 2024 · 2025